# Fujioka, Gunma
Fujioka (藤岡市 Fujioka-shi) (âm Hán Việt: Đằng Cương) là một thành phố thuộc tỉnh Gunma, Nhật Bản.